# Sonya Levien
Sonya Levien (25 dicembre 1888 – Hollywood, 19 marzo 1960) è stata una sceneggiatrice russa naturalizzata statunitense.

## Biografia
Nata in Russia, Sonya Levien iniziò a firmare le sue sceneggiature per il cinema nel 1919. Il primo film per cui scrisse la storia, fu Who Will Marry Me?, diretto da Paul Powell per l'Universal Film Manufacturing Company.
Nella sua carriera, dal 1919 al 1960, il suo nome appare come soggettista o sceneggiatrice in più di 70 film.
Morì a Hollywood il 19 marzo 1960, all'età di 71 anni.

## Premi e riconoscimenti
Insieme a William Ludwig, nel 1956 vinse l'Oscar alla migliore sceneggiatura originale per il film Oltre il destino.

## Filmografia
- Who Will Marry Me?, regia di Paul Powell - soggetto (1919)
- Cheated Love, regia di King Baggot (1921)
- First Love, regia di Maurice Campbell (1921)
- The Top of New York, regia di William Desmond Taylor - soggetto (1922)
- Pink Gods, regia di Penrhyn Stanlaws - adattamento (1922)
- The Snow Bride, regia di Henry Kolker - soggetto e sceneggiatura (1923)
- The Exciters, regia di Maurice Campbell - sceneggiatura (1923)
- Salome of the Tenements, regia di Sidney Olcott (1925)
- Why Girls Go Back Home, regia di James Flood - sceneggiatura (con il nome Sonya Hovey) (1926)
- Christine of the Big Tops, regia di Archie Mayo - adattamento, continuity, sceneggiatura (1926)
- The Princess from Hoboken, regia di Allen Dale (1927)
- The Heart Thief, regia di Nils Olaf Chrisander (1927)
- A Harp in Hock, regia di Renaud Hoffman (1927)
- A Ship Comes In, regia di William K. Howard (1928)
- Il potere della stampa (The Power of the Press)
- La nuova generazione (The Younger Generation)
- Trial Marriage, regia di Erle C. Kenton (1929)
- Behind That Curtain, regia di Irving Cummings (1929)
- La stella della fortuna (Lucky Star), regia di Frank Borzage (1929)
- They Had to See Paris, regia di Frank Borzage (1929)
- Giustizia dei ghiacci (Frozen Justice), regia di Allan Dwan  (1929)
- La perla di Hawaii (South Sea Rose), regia di Allan Dwan (1929)
- So This Is London, regia di John G. Blystone (1930)
- Song o' My Heart, regia di Frank Borzage (1930)

- Rebecca of Sunnybrook Farm, regia di Alfred Santell - sceneggiatura (1932)

- After Tomorrow, regia di Frank Borzage - sceneggiatura (1932)

- Cavalcata (Cavalcade), regia di Frank Lloyd - continuità (1933)

- La disfatta delle amazzoni (The Warrior's Husband) - sceneggiatrice (1933)

- Le fanciulle delle follie (Ziegfeld Girl) di Robert Z. Leonard e Busby Berkeley - sceneggiatura (1941)

- La vedova allegra (The Merry Widow)  (1952)

- Il principe studente (The Student Prince), regia di Richard Thorpe e, non accreditato, Curtis Bernhardt - sceneggiatura (1954)

- Oltre il destino (Interrupted Melody)  (1955)

- Alla fiera per un marito (State Fair) - sceneggiatura del 1945 (1962)